# هيذر نويرت
هيذر آن نويرت (بالإنجليزية: Heather Ann Nauert)‏ من مواليد 27 كانون الثاني/يناير 1970، كانت صحفية أمريكية ثم أصبحت في وقتٍ لاحقٍ المتحدثة باسمِ وزارة الخارجية الأمريكية منذ نيسان/أبريل عام 2017. قبل شغلها لمنصبٍ في وزارة الخارجية؛ عملت كمراسلة لدى إيه بي سي نيوز كما عملت كمذيعة أخبار فِي فوكس نيوز.

## الحياة المُبكرة
هيذر نويرت من مواليد روكفورد في إلينوي. والدها هوَ بيتر نويرت الذي كان يشغلُ منصب مدير تنفيذي في شركة في قطاع التأمين. لديها ثلاثة أشقاء: جاستن، جوناثان وجوزيف. حضرت نويرت مدرسة كيث في روكفورد بإلينوي كما التحقت بكليّة باين مانور في تشيستنت هل ومن ثم جامعة ولاية أريزونا. بقيت هناك حتّى حصلت على بكالوريوس الآداب ومن ثمّ درجة الماجستير في الاتصالات من كلية ماونت فيرنون للنساء كما نالت درجة الماجستير في الصحافة من جامعة كولومبيا.

## المسيرة المهنية

### في الصحافة
بحلول عام 1996؛ التحقت نويرت للعمل كمراسلة أسبوعيّة في أحد البرنامج التلفزيّة ثم انتقلت للعمل لصالحِ قناة فوكس نيوز من عام 1998 إلى 2005 حيثُ شغلت في البداية منصب مساهِمة فِي القناة لمدة ثلاث سنوات ثمّ مراسلة لمدة أربع سنوات.
فِي الفترة ما بينَ 2005 و2007؛ شغلت نويرت مناصب عدّة في برامج الأخبار كما عملت كمراسلة لدَى إيه بي سي نيوز حيثُ ساهمت بالخصوص في برنامج أخبار العالم الليلة وَصباح الخير يا أمريكا. رُشحت لِجائزة إيمي بعدَ عملِها على سلسلة 13 قصّة في جميع أنحاء العالم. بحلول عام 2007؛ عادت هيذر لقناة فوكس نيوز حيثُ شاركت في استضافة عددٍ من الضُيوف فِي برنامج القصة الكبيرة حتّى أُلغي في عام 2008. عملت هيذر فيما بعد لصالحِ شبكة فوكس التلفزيونية التي تتخدُ من مدينة نيويورك مقرًا لها. بحلول تشرين الأول/أكتوبر عام 2012؛ أصبحت نويرت مذيعة أخبار على قناة فوكس آند فريند.

### في التلفزة
- حارس الأخ (ظهرت في الحلقة الأولى التي صدرت عام 1999) حيثُ جسّدت نفسها
- مسلسل 24 (ظهرت في الحلقات الثلاث عام 2010) حيث جسّدت نفسها أيضًا

### الاستشارات
عملت نويرت كمستشارة للعددٍ من الحكومات في الولايات المُتحدة وقد تخصصت في بعضِ القضايا بما في ذلك التأمين الصحي، الضمان الاجتماعي والضرائب كما كانت عضوة في مجلس العلاقات الخارجية.

### في وزارة الخارجيّة

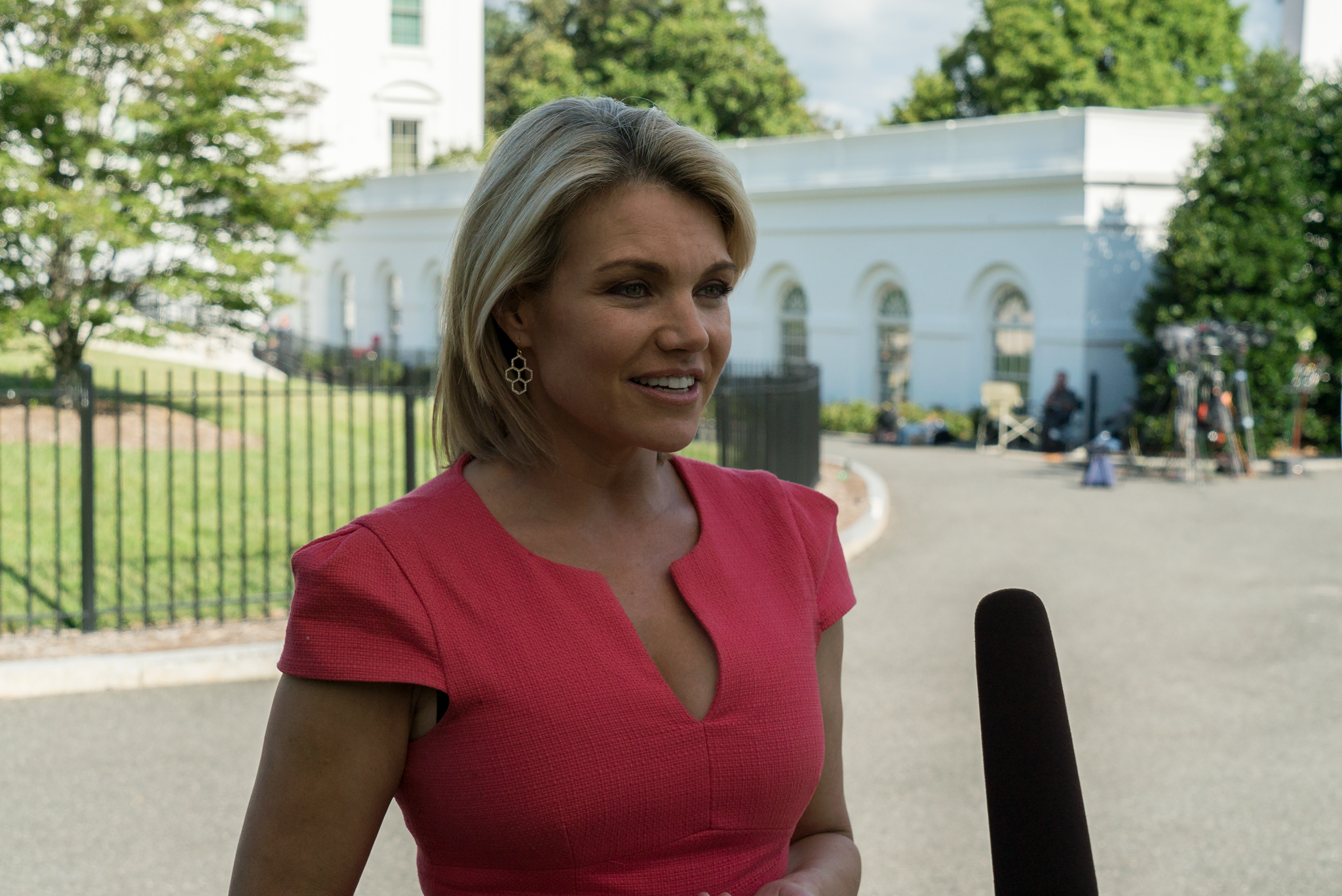
نويرت في البيت الأبيض يوم 25 تموز/يوليو 2017

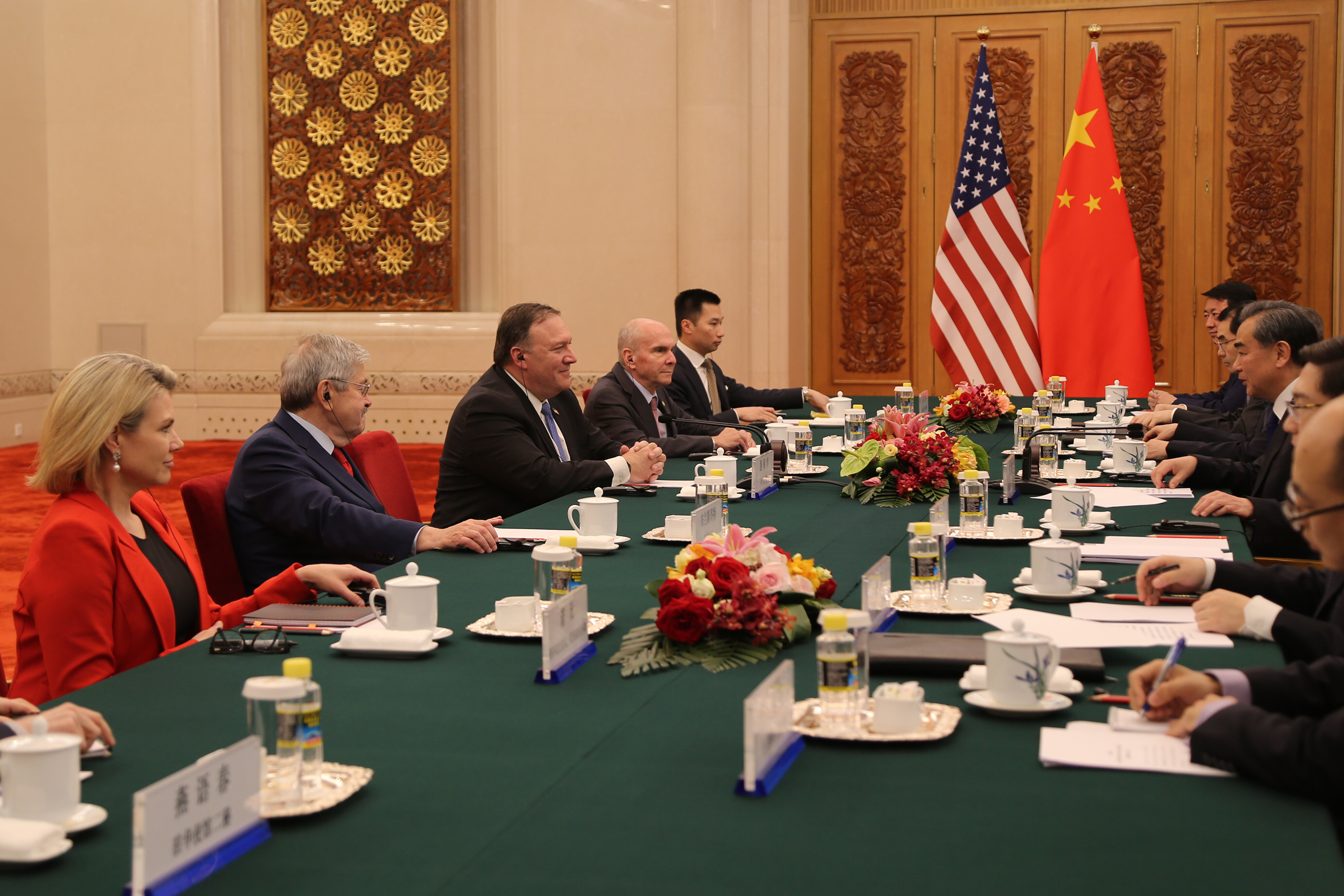
نويرت رفقة مايك بومبيو خلال اجتماعٍ مع عضو مجلس الدولة الصيني وانغ يي في بكين بدولة الصين يوم 14 يونيو/حزيران 2018

بحلول 24 أبريل 2017 أعلنت وزارة الخارجية الأمريكية أنّ السيّدة هيذر نويرت ستكونُ المتحدثة الجديدة باسمِ الوزارة ليكونَ بذلك هذا هو أول منصب لها داخلَ الحكومة. عقدت أول مؤتمر صحفي بعدَ خمسة أسابيع من تاريخ تعيينها وبالتحديدِ في السادس من يونيو عام 2017. بعد إقالة ستيف غولدشتاين يوم 13 مارس عام 2018؛ حصلت هيذر على منصبهِ بالنيابة فباتت بالتالي وكيلة وزارة الخارجية للدبلوماسية والشؤون العامة.
أعلنت هيذر في نيسان/أبريل عام 2018 عن تأييدها للتدخل العسكري للتحالف بقيادة العربية السعودية في اليمن، كما أدانت «النفوذ الإيراني الذي وصفتهُ بالضار» في اليمن. وفي مطلعِ ردّها في أيار/مايو من نفس العام حولَ احتجاجات غزة الحدوديّة قالت هيذر: «نحنُ نعارض اتخاذ إجراءات ضد إسرائيل في المحكمة الجنائية الدولية ... لأنها لا تساعد لا حلّ القضية ولا الحصولَ على السلام.»
في آب/أغسطس عام 2018؛ اندلعت أزمة دبلوماسية بينَ المملكة العربيّة السعودية وبينَ كندا بعدما دعت هذه الأخيرة بالإفراج الفوري عنِ الناشِط الحقوقي رائف بدوي و أخته سمر بدوي. ردا على انتقادات كندا لوضعيّة حقوق الإنسان في المملكة؛ طردت هذه الأخيرة السفير الكندي كما جمّدت حالة التعاون بين البلدين في المجال الاقتصادي مما تسبب في توتر وفتور في العلاقات السعودية الكندية. ردًا على كل هذا؛ علقت هيذر بالقولِ: «على الحكومتين السعودية والكنديه العمل معًا فكلا الجانبين بحاجة إلى حل دبلوماسي سريع ... نحن لم نفهم بعد كيف حصلت الأمور وتطوّرت بهذه السُرعة.» في الأوّل من نوفمبر 2018؛ أُفيد أن الرئيس ترامب عرضَ على هيذر منصبَ سفير للولايات المتحدة لدى الأمم المتحدة لتحل محل المنتهية ولايتها نيكي هيلي. في الوقتِ ذاته؛ ذكرت مصادر صحفيّة أن ترامب كان ينوي تعيين دينا باول قبلَ أن يتراجع عن قرارهِ في نهاية المطاف ويختار هيذر نويرت لتحل محلّها.

### سفيرة الولايات المتحدة لدى الأمم المتحدة
أفادت عدّة تقارير في السادس من ديسمبر 2018 نيّة ترامب تعيين هيذر مكانَ نيكي هيلي في منصب سفيرة أمريكا لدى الأمم المُتحدة. في معرض هذا السياق؛ صرّح ترامب أنّ نويرت «ممتازة» مضيفًا أنه يدعمها منذ وقتٍ طويل. بعد ذلك بيومٍ واحد؛ أعلن الرئيس رسميًا ترشيحهُ لهيذر عوضًا عن نيكي هيلي السفيرة السابقة لدَى الأمم المتحدة.

## الحياة الشخصية
هيذر نويرت متزوجة من سكوت نوربي المُدير التنفيذي في مورغان ستانلي والذي شغل سابقا مناصب عدّة في مجموعةٍ من الشركات مثلَ جولدمان ساكس، كارجيل. لدى الثنائي طفلين.

## روابط خارجية
- هيذر نويرت على موقع IMDb (الإنجليزية)
- هيذر نويرت على موقع قاعدة بيانات الفيلم (الإنجليزية)